# Foc rătăcitor

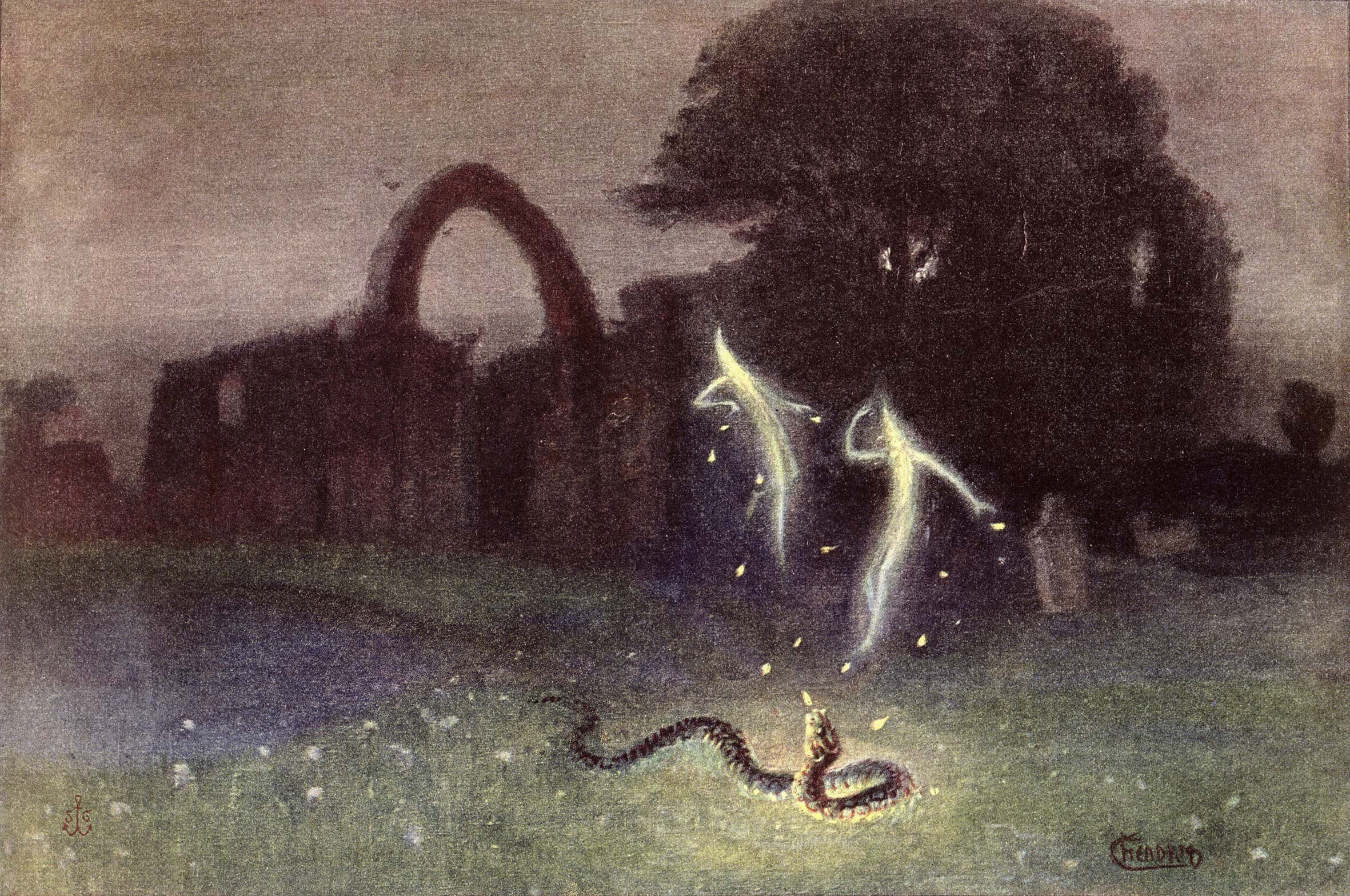
Focul rătăcitor și șarpele, de Hermann Hendrich (1854–1931).

Focul rătăcitor (din latina medievală ignis fatuus) este în tradiția folclorică o apariție luminoasă asociată unui spirit sau fantome care se manifestă călătorilor noaptea, în special în zone de mlaștină, în locuri noroiase, lângă apă sau lângă un cimitir. Fenomenul este prezent în tot folclorul european, și se spune că înșeală călătorii datorită asemănării sale cu o lampă pâlpâitoare.
În unele legende antice, focurile rătăcitoare se considerau ca fiind demonstrația existenței sufletului. Unele popoare nordice credeau că, dacă se urma unul, se găsea propriul destin.
Egiptenii antici credeau în schimb că cu cât o persoană fusese „bună” în viața sa pământească, cu atât Akh-ul său (parte a sufletului unei persoane, care era luminoasă, conform religiei egiptene) strălucea. 
În literatură, focul rătăcitor are uneori un sens metaforic, cum ar fi descrierea unei speranțe sau a unui obiectiv imposibil de realizat, sau un gând sinistru și confuz.

## Fenomenul natural

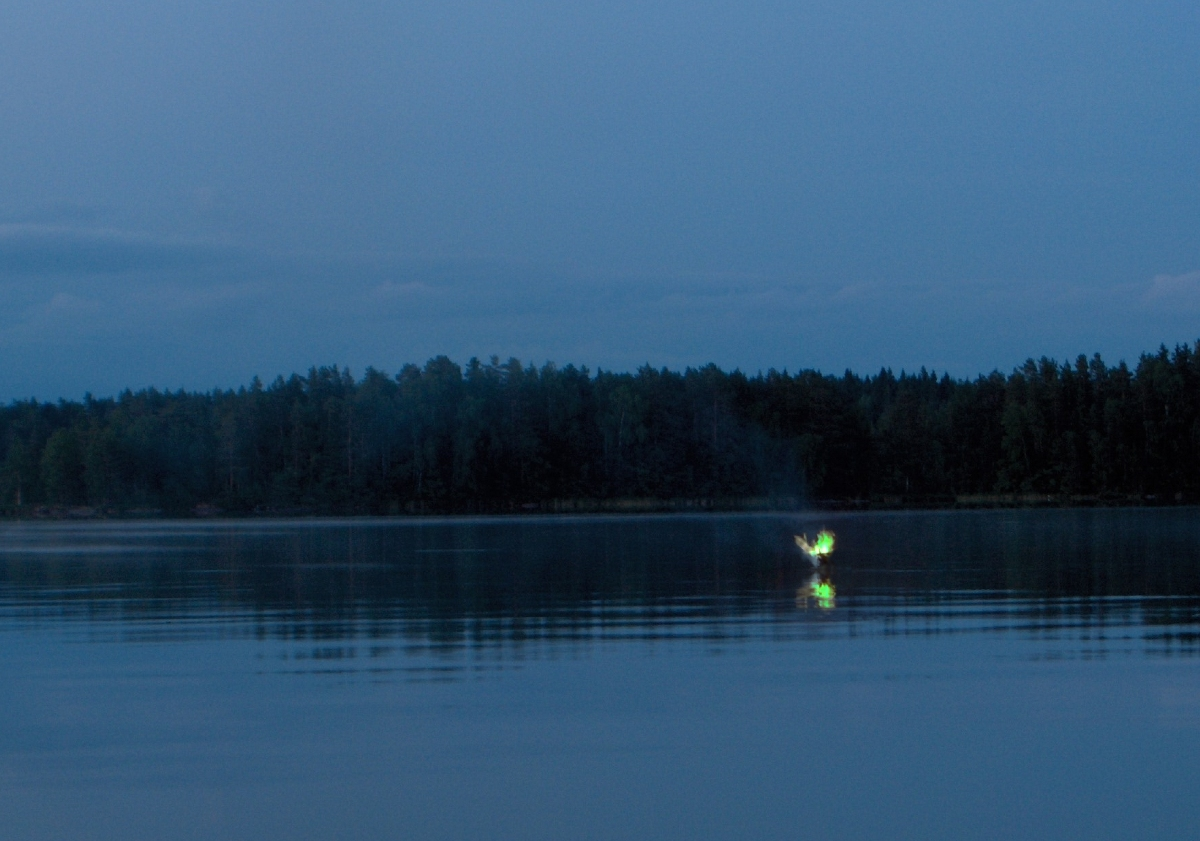
Un foc rătăcitor simulat.

În timp ce legendele folcloristice și superstițiile corelează focul rătăcitor cu fantome, zâne sau spirite elementare, știința modernă explică acesta prin fenomene naturale, cum ar fi bioluminiscența sau chimioluminiscența, cauzate de oxidarea fosfinei (PH3) , difosfanului (P2H4) și metanului (CH4), produse de descompunerea organică. Acești compuși pot provoca emisii de fotoni.
Deoarece amestecurile de fosfină și difosfan se aprind spontan la contactul cu oxigenul din aer, este nevoie doar de cantități mici din acesta pentru a aprinde metanul mult mai abundent pentru a crea focuri rătăcitoare. Mai mult, fosfina produce pentoxidul de fosfor ca un produs secundar, ce formează acid fosforic la contactul cu vaporii de apă, ceea ce poate explica „umiditatea vâscoasă”, caracteristică ale acestui fenomen. Cel mai bun moment pentru a le putea observa pare să fie în serile călduroase de august.
Ideea că focul rătăcitor este provocat de gaze naturale poate fi găsită încă din 1596, după cum se menționează în cartea Of Ghostes and Spirites, Walking by Night, And of Straunge Noyses, Crackes, and Sundrie forewarnings, which commonly happen before the death of men: Great Slaughters, and alterations of Kingdomes de Ludwig Lavater.